# Road Town
Road Town, localizada na ilha de Tortola, é a capital das Ilhas Virgens Britânicas sendo situada no Road Harbour no centro da costa sul da ilha.

No censo de 2004 a cidade tinha 9.400 habitantes.